# Григорьев, Сергей Григорьевич
Сергей Григорьевич Григорьев (12 [24] октября 1874, Москва — 29 августа 1931, Москва) — русский советский географ-исследователь, путешественник, страновед, педагог и реформатор преподавания географии, профессор Московского университета.

## Биография
Сергей Григорьев родился 12 (24) октября 1874 года в городе Москве Московской губернии.
В 1892 году окончил с серебряной медалью 1-ю Московскую мужскую гимназию и поступил на естественное отделение Императорского Московского университета. В студенческие годы занимался под руководством профессора Михаила Александровича Мензбира.
В 1896 году, перед окончанием университета, был арестован по обвинению в политической неблагонадежности, после ареста был оставлен под надзором полиции, и, хотя и был допущен к государственным экзаменам и в 1897 году окончил университет с дипломом I степени, оставление на кафедре университета стало для него невозможными.
После университета был на учительской работе. Преподавал в женской гимназии С. А. Арсеньевой, в Московском училище ордена Святой Екатерины. Совместно с учителями-новаторами Александром Сергеевичем Барковым, Александром Александровичем Крубером и Сергеем Васильевичем Чефрановым выступил как преобразователь преподавания в России и в 1900—1904 годы создал вместе с ними ряд учебников и пособий по географии и методические руководства, неоднократно затем переиздававшиеся и сыгравшие большую роль в подготовке нескольких поколений учителей.
В 1905 году экспедиция, состоявшая из С. Г. Григорьева, преподавателя физики и химии Б. С. Швецова и преподавателя естествознания И. И. Марченко, посетила северную оконечность полуострова Канин — мыс Канин Нос. 14 (27) июля 1905 года вышли из Архангельска на пароходе «Сергий Витте», который высадил их 16 (29) июля 1905 года у северной оконечности Канина носа. 28 июля (10 августа)  1905 года, согласно уговору, шедший с Новой Земли пароход «Великий Князь Владимир Александрович» забрал их и 30 июля (12 августа)  1905 года прибыл в Архангельск. Составлена топографическая карта северной оконечности Канина носа; проведены наблюдения над. температурой и влажностью воздуха, температурой почвы, атмосферным давлением, осадками, облачностью, направлением и силою ветра; собран гербарий, заключающий в себе 135 видов (189 экз.) растений и несколько видов мхов; энтомологической коллекции (19 видов жуков, 10 видов двукрылых, 6 видов перепончатокрылых, 11 экз. бабочек, несколько видов ручейников) и других, беспозвоночных; геологической коллекции (горных пород и ископаемых); почвенных образцов. Собранные материалы были переданы в Московский университет и в Главный Ботанический сад в Санкт-Петербурге.
С 1909 года — приват-доцент кафедры географии Императорского Московского университета. В 1911 году вместе с группой профессоров и преподавателей ушёл из университета в знак протеста против реакционной деятельности министра просвещения Льва Аристидовича Кассо.
В 1911—1913 годы преподавал в средней школе; с 1913 года — в Московском сельскохозяйственном институте, Московском городском народном университете имени А. Л. Шанявского и на Московских высших женских курсах.
В 1913 году экспедиция Григорьева прошла по полуострову Канин на оленях от устья реки Чижи на западном побережье Канина на север вдоль центральной части полуострова, пересекла возвышенность Канин Камень и вышла на мыс Канин Нос. В 1914 году работы экспедиции охватили южную часть Канина от пос. Нижняя Мгла — к восточному побережью полуострова — по долинам рек Голубницы, Чёши и Чижи — западное побережье до Нижней Мглы.
В 1915 году был одним из организаторов состоявшегося в Москве первого съезда преподавателей географии.
Весной 1917 года вернулся в Московский университет на должность доцента; с 1918 года — профессор.
В советский период принимал активное участие в работе Комитета Севера при ВЦИК, Комитета по охране природы при Главнауке, Географического общества. Был заместителем председателя географического отделения Общества любителей естествознания, антропологии и этнографии. Организационную и консультационную работу вел Григорьев в течение многих лет в Российском обществе туристов, а впоследствии в Обществе пролетарского туризма, в ВОКСе и других организациях и научных обществах.
В 1926 году принимал участие в экспедиции по обследованию Кавказского заповедника.
Сергей Григорьевич Григорьев умер 29 августа 1931 года в городе Москве.

## Память
В честь С. Г. Григорьева названа гора в Антарктиде (гора Григорьева, Земля Королевы Мод, 71°58′ ю. ш., 14°43′ в. д., гора открыта и нанесена на карту в 1961 году Советской Антарктической экспедицией, название присвоено в 1966 году).

## Путешествия и исследования
Побывал в центральной и южной части Русской равнины. Вёл экспедиционные исследования в Крыму и на Кавказе, Украине, на Южном Урале и Памире, Кольском полуострове и Колыме, Алтае и Зауралье, на полуострове Канин. Много путешествовал по Скандинавии, Западной Европе, Турции, Египту, Сирии.
Совершил восхождение на Везувий и Этну, изучал карстовые ландшафты Крыма и Западной Европы, озёра Северной Испании, ледники Альп, Кавказа и Средней Азии.

## Научные труды

### Книги
- Григорьев С.Г. К флоре северной границы чернозема. — Казань: типо-лит. Ун-та, 1898. — 39 с.[5]
- Григорьев С.Г. Крыша міра (Памиръ). — М.: т-во И.Д. Сытина, 1905. — 50 с.[6]
- Курс географии внеевропейских стран. 1905; 13 изд., 1923 (соавтор).
- Григорьев С.Г. Вокруг Южного полюса. — М.: И.Н. Холчевъ, 1906. — 132 с.[7]
- Курс географии Европы. 1908 (соавтор).
- Григорьев С.Г. Каталогъ наглядныхъ пособій по географіи. — М.: „Сотрудникъ школъ“ Залѣсской, 1908. — 82 с.[8]
- Григорьев С.Г. Вокруг Южного полюса. — 2-е изд. пересм. и доп.. — М.: Задруга, 1915. — 198 с.[9]
- Курс географии России. 1917 (соавтор).
- Григорьев С.Г. Крыша мира (Памир). — М.: Задруга, 1922. — 48 с.[10]
- Григорьев С.Г. Шестая часть света (Антарктика). — М.—Л.: „Земля и фабрика“, тип. Акад. художеств в Л., 1925. — 174 с. — 10 000 экз.[11]
- Григорьев С.Г. Вокруг Южного полюса / С прим. проф. Ю.М. Шокальского. — Изд. 3 перер. и доп. В.Я. Якубовичем. — М.: Учпедгиз, „Образцовая“ тип. и 5-я тип. Трансжелдориздата, 1937. — 264 с. — 10 000 экз.[12]
- Григорьев С.Г. Полуостров Канин. — М.: Ассоциация науч.-исследоват. инст-тов ари Физико-математич. факу-те 1 М.Г.У., тип. кооп-ва „Наука и просвещение“, 1929. — Т. 1. — 1000 экз.[13]
  - Второй том монографии Григорьев не успел закончить и материалы этой части работы остаются до сих пор неопубликованными.
- Григорьев С.Г. Советская Чувашия. — М.: Изд-во «Ведомостей Верховного Совета РСФСР», 1940. — 32 с. — 10 000 экз.[14]

### Статьи
Много статей он написал для энциклопедических словарей — Энциклопедического словаря Граната, Большой и Малой Советских Энциклопедий.
- Животный мир Европейской России // Очерки географии. Ч. 2. М., [1909].
- Долины окрестностей Кисловодска // Сборник в честь семидесятилетия профессора Дмитрия Николаевича Анучина. М., 1913.
- По Северному Алтаю // Землеведение. 1924. Т. 26. Вып. 1—2.
- Джубга // Известия Русского географ. общества. 1926. Т. 58. Вып. 1.

## Известные ученики
- Вахрамеев, Всеволод Андреевич (1912—1986)